# Operazione Octave Fusion
L'operazione Octave Fusion è stata un'operazione militare dei Navy SEALs che fu organizzata per salvare gli ostaggi Jessica Buchanan e Poul Hagen Thisted, catturati da un gruppo di nove miliziani somali e condotti in un accampamento nel deserto, 12 miglia a nord della città di Adow, in Somalia.

## Antefatti
Jessica Buchanan, trentaduenne statunitense, e il suo collega Poul Hagen Thisted, sessantenne danese, lavoravano per l'organizzazione umanitaria danese Danish Refugee Council, per la quale collaboravano alla bonifica di mine antiuomo.
Il 25 ottobre 2011, durante uno spostamento nei pressi della città di Gallacaio a bordo di un fuoristrada, i due volontari furono catturati da un gruppo di nove miliziani, che per il loro rilascio richiesero un riscatto di 45 milioni di dollari.
Nascosti in un accampamento sotto un albero a 12 miglia a nord di Adow, i miliziani usarono il telefono cellulare di Jessica Buchanan per chiamare il marito di lei Erik Landemalm, trovando però la linea deviata e potendo contattare solo un negoziatore di ostaggi nell'ufficio di Nairobi.
Tre settimane dopo i miliziani, per dimostrare che Buchanan e Thisted erano ancora vivi, girarono un video, in cui i due ostaggi avevano l'aria spaventata ed erano visibilmente dimagriti.
Dopo diversi tentativi falliti di negoziazioni operative, il presidente degli Stati Uniti Barack Obama, appreso che la salute di Jessica Buchanan andava peggiorando a causa di un'infezione all'apparato urinario, con conseguente rischio di morte, diede il via all'operazione.

## L'operazione
Nella notte del 25 gennaio 2012, dopo 93 giorni di prigionia, un plotone di 24 assaltatori dei Navy SEALs appartenente al DEVGRU venne paracadutato da un aereo da trasporto C-130 in una zona non lontana dall'accampamento.
Giunti all'accampamento a piedi, gli assaltatori attaccarono l'avamposto, e dopo aver ucciso tutti e nove i miliziani trassero in salvo i due ostaggi caricandoli su di un elicottero UH-60 Black Hawk, trasferendoli fino a Camp Lemonnier, nel Gibuti.

## Dopo l'operazione
Dopo la fine dell'operazione, il presidente Obama si è congratulato con il segretario della Difesa Leon Panetta prima del suo discorso sullo Stato dell'Unione.
Jessica Buchanan, in un'intervista durante il programma televisivo della CBS 60 Minutes del maggio 2013, dichiarò che i suoi primi pensieri durante il sequestro furono che era troppo presto per morire senza avere figli, e che stava per dire addio ai suoi cari. In seguito Jessica Buchanan ed il marito, dopo essere tornati in America dall'Africa orientale, hanno avuto un figlio.